# Shanmugam Ragupathy
Shanmugam Ragupathy ( 1963 - ) es un botánico indio, que desarrolla actividades académicas en el "Centro de Estudios Avanzados en Botánica, Universidad de Madrás.

## Algunas publicaciones
- ------------, A. Mahadevan. 1993. Distribution of vesicular arbuscular mycorrhizal fungi in the plants and ... Can. J. of Botany, 65: 419-431

### Libros
- 1991. Studies on the Flora of Thanjavur District & their Endomycorrhizal Profile. Tesis de Ph.D., Universidad de Madras. 80 pp.

- La abreviatura «Ragup.» se emplea para indicar a Shanmugam Ragupathy como autoridad en la descripción y clasificación científica de los vegetales.[2]